# Johannes VII Grammaticus
Johannes VII Grammaticus (Grieks: Ιωάννης Ζ ΄ Γραμματικός) (ca.780-ca.867) was patriarch van Constantinopel van 837 tot 843.

## Levensloop
Johannes groeide op in een aristocratische familie van Armeense afkomst. Hij begon zijn geestelijke carrière als schilder van iconen. In die periode leerde hij de abt en geleerde van het Stoudiosklooster Theodoros Studites kennen, die hem de smaak van kennis bijbracht. Zijn kennis en zijn overtuigende retoriek in debatten gingen niet voorbij aan keizer Leo V van Byzantium. De keizer vroeg hem het Concilie van Constantinopel (815), waar de problematiek van het iconoclasme ter discussie stond, voor te bereiden. Nadien, als beloning, werd hij aangesteld als leermeester van zijn opvolger Theophilos en als synkellos (kandidaat-opvolger van de patriarch).
In ca.830 werd hij als bemiddelaar gestuurd naar het hof van kalief Al-Ma'moen in verband met de Byzantijns-Arabische oorlogen. Alhoewel de onderhandelingen weinig opbrachten, kwam hij terug met het grondplan van het paleis van de kalief. Een dergelijk paleis werd nagebouwd in Bryas.
In 837 werd hij door, nu keizer Theophilos, aangesteld als patriarch van Constantinopel. Johannes was verplicht een hard standpunt in te nemen tegen de icoonvereerders. Na de dood van de keizer werd hij afgezet door zijn weduwe Theodora II. Johannes trok zich terug in een klooster, waar hij zich ophield in een scriptorium en fungeerde als kopiist, van door zijn tegenstanders beschouwde, werken over hekserij.